# Herman Meyboom
Herman Meyboom (* 23. August 1889 in Surabaya, Indonesien; † unbekannt) war ein belgischer Schwimmer und Wasserballspieler.

## Karriere
Meyboom nahm 1908 an den Olympischen Spielen in London teil. In der Disziplin über 100 Meter Freistil scheiterte er im Vorlauf. Mit der belgischen Mannschaft nahm er außerdem am Wettbewerb im Wasserball teil. Hier sicherte sich das Team die Silbermedaille. Vier Jahre später folgte eine erneute Olympiateilnahme. In Stockholm erreichte er den dritten Rang seines Vorlaufes über 100 Meter Freistil. Im Wasserball sicherte er sich mit der belgischen Mannschaft eine weitere Medaille – hier die Bronzemedaille.
Neben seinen internationalen Wettbewerben gewann Meyboom auch insgesamt vier belgische Meistertitel zwischen 1908 und 1913 über 100 und 200 Meter Freistil.